# Municipio de New England
El municipio de New England (en inglés: New England Township) es un municipio ubicado en el condado de Hettinger en el estado estadounidense de Dakota del Norte. En el año 2010 tenía una población de 107 habitantes y una densidad poblacional de 1,16 personas por km².

## Geografía
El municipio de New England se encuentra ubicado en las coordenadas 46°29′56″N 102°51′47″O / 46.49889, -102.86306. Según la Oficina del Censo de los Estados Unidos, el municipio tiene una superficie total de 92.16 km², de la cual 92,16 km² corresponden a tierra firme y (0 %) 0 km² es agua.

## Demografía
Según el censo de 2010, había 107 personas residiendo en el municipio de New England. La densidad de población era de 1,16 hab./km². De los 107 habitantes, el municipio de New England estaba compuesto por el 91,59 % blancos, el 7,48 % eran amerindios y el 0,93 % eran de una mezcla de razas. Del total de la población el 0 % eran hispanos o latinos de cualquier raza.